# Tamri
Tamri est une commune rurale de la préfecture d'Agadir Ida-Outanane, dans la région de Souss-Massa, au Maroc. Elle ne dispose pas de centre urbain mais son chef-lieu est un village du même nom.

## Géographie
La commune se trouve à environ 60 km au nord d'Agadir avec une superficie de 868 km2. Elle est dominée par les montagnes du haut Atlas qui atteignent 1700 mètres d'altitude et est bordée à l'ouest par l'océan Atlantique. Le climat de la commune est considéré semi-aride ; elle reçoit des précipitations qui varient d'une année à l'autre et peuvent atteindre 450 mm.

## Historique
La création de la commune de Tamri a lieu en 1963, dans le cadre du découpage territorial qu'a connu le royaume. La commune se trouvait dans le cercle d'Inezgane.

## Démographie
La commune a connu, de 2004 à 2014 (années des derniers recensements), une hausse de population, passant de 17 442 à 18 577 habitants,.
|      | Population totale | Ménages | Population urbaine | Population rurale | Étrangers |
| 1971 | 19 146            | -       | 0                  | 19 146            | -         |
| 1982 | 23 046            | 3 641   | 0                  | 23 046            | 6         |
| 1994 | 16 063            | 2 349   | 0                  | 16 063            | 0         |
| 2004 | 17 442            | 2 927   | 0                  | 17 442            | 8         |
| 2014 | 18 577            | 3 663   | 0                  | 18 577            | 20        |

## Administration et politique
La commune rurale de Tamri est le chef-lieu du caïdat portant le même nom, lui-même situé au sein du cercle d'Agadir-Atlantique,.